# Maria Romanowa (1759–1828)

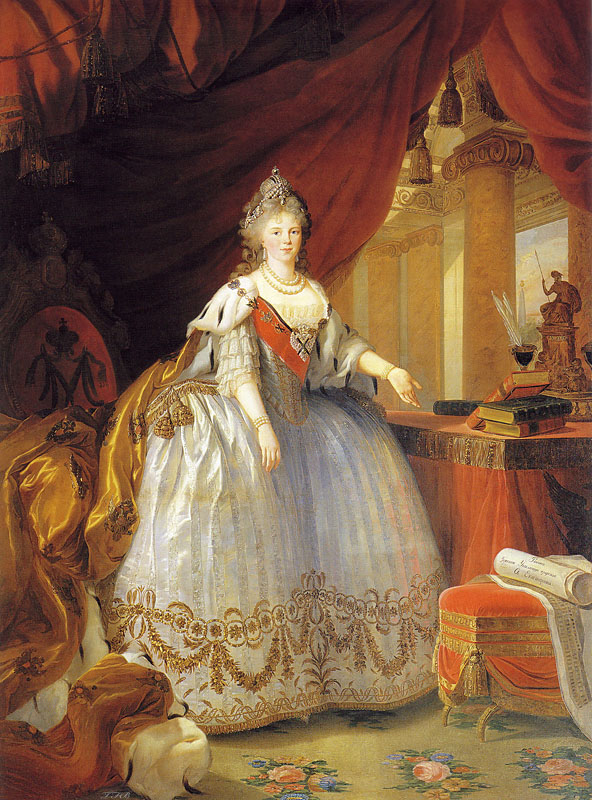
Maria Fiodorowna Romanowa

Maria Fiodorowna (ur. 25 października 1759 w Szczecinie jako Sophie Dorothee von Württemberg – Zofia Dorota Wirtemberska, zm. 24 października?/5 listopada 1828 w Pawłowsku) – księżniczka wirtemberska, cesarzowa Rosji jako druga żona cesarza Pawła I.
Córka księcia Fryderyka Eugeniusza i Zofii Doroty – siostrzenicy króla pruskiego Fryderyka II.

## Małżeństwo
Jej małżeństwo z Pawłem I zostało zaaranżowane przez Fryderyka II i cesarzową Katarzynę, w październiku 1776 roku. Zofia przeszła przed ślubem na prawosławie i przyjęła imię Maria Fiodorowna. Jej mąż był wdowcem po Wilhelminie Luizie z Hesji-Darmstadt.
Początkowo to małżeństwo było bardzo udane. Po ślubie Maria pisała do przyjaciela: Jestem szaleńczo zakochana. Paweł był tak samo szczęśliwy jak jego małżonka. Jest wysoka, kształtna, inteligentna, bystra i śmiała – pisał. Wirtemberska księżniczka pisała: Jestem bardziej niż zadowolona i Nigdy, drogi przyjacielu, nie mogłabym być szczęśliwsza. Wielki książę nie mógłby być uprzejmiejszy. Jestem bardzo dumna z faktu, że mnie kocha i to czyni mnie bardzo, bardzo szczęśliwą. Pisała do Pawła: Nie mogę pójść spać przed pójściem do mojego księcia drogiego i uwielbianego i mówienia mu jeszcze raz, jak go kocham i uwielbiam szalenie. Maria nigdy nie przestała kochać swojego męża mimo jego trudnego i często despotycznego charakteru.
Po objęciu tronu przez Pawła Maria miała wielki i ogólnie dobry wpływ na męża. Chociaż w późniejszym okresie para nie była już tak blisko jak na początku, nadal było między nimi dużo ciepła. Gdy zaczęły krążyć plotki o romansie Pawła, car stanowczo wyparł się tego związku przed żoną.
Wraz z mężem wybudowała pałac Pawłowsk, letnią rezydencję carów.

## Dzieci
- Aleksander I (1777–1825) – car Rosji
- Konstanty Pawłowicz (1779–1831) – wielkorządca Królestwa Polskiego
- Aleksandra Pawłowna (1783–1801)
- Helena Pawłowna (1784–1803)
- Maria Pawłowna (1786–1859)
- Katarzyna Pawłowna (1788–1819) – żona króla Wilhelma I
- Olga (1792–1795)
- Anna Pawłowna (1795–1865) – żona króla Wilhelma II
- Mikołaj I (1796–1855) – car Rosji
- Michał (1798–1849)